# Parakarate
Parakarate je naziv borilačke vještine za osobe s invaliditetom.
Ovu tehniku u Hrvatskoj je prvi započeo Danijel Küfner, hrvatski ratni vojni invalid i majstor karatea s četrdesetgodišnjim iskustvom. U prosincu 2008. godine osnovan je Karate klub Hvidra Osijek, kojemu je osnovni cilj potaknuti što već broj osoba s invaliditetom na organizirano vježbanje karatea, bilo aktivno ili rekreativno pridonijeti zaštiti mentalnoga zdravlja osoba s invaliditetom, mnogima narušenog zbog osjećaja vlastite nemoći i društvene stigmatizacije, te preventivno i terapijski djelovati na njihovo mentalno zdravlje. Ova aktivnost, dokazano, osim razvoja tjelesne sposobnosti, omogućava osobama s invaliditetom poboljšanje koncentracije, koordinacije, ravnoteže i samopouzdanja. Program treninga je prilagođen vrsti i stupnju invaliditeta svakog pojedinca. Isto tako postoji velika težnja da se parakarate uvrsti u službena natjecanja kako u Hrvatskoj tako i u inozemstvu.
Športske tehnike koje se primjenjuju u parakarateu temelje se isključivo na tehnikama izvedbe kata, tradicionalnih stilova karatea priznatih od strane W.K.F.-a (Svjetski karate savez). Natjecatelji su svrstani u kategorije po vrsti i stupnju oštećenja organizma. U lipnju 2010. godine Handikarate postaje dio hrvatske paraolimpijske obitelji (HPO). Ujedno je dogovoreno osnivanje Odbora u sklopu Hrvatskoga karate saveza (HKS), koji će trajno riješiti status ovoga novog športa po pravilima W.K.F.-a.
U nekim zemljama Europske unije ta aktivnost je zastupljena već nekoliko godina, zahvaljujući majstoru karatea Fatahu Sebbaku (Shotokan) te Francku Duboisseu majstoru  Goju ryu karate stila. Svakako jedna od ključnih osoba za promociju parakaratea je gospodin Ernes Erko Kalač koji je i predsjednik Svjetskoga karate saveza za osobe s invaliditetom.
Zahvaljujući njegovom nesebičnom djelovanju Karate klub "Hvidra Osijek" je dana 30. srpnja 2011. godine potpisala povelju o zajedničkoj suradnji s Karate klubom "Zrenjanin" (Republika Srbija), čime je otvorena nova stranica povjesti parakaratea na ovim prostorima. Povelju su potpisali predsjednik Karate kluba "Hvidra Osijek" Danijel Küfner i direktor Karate kluba "Zrenjanin" gospodin Zoran Jerković uz nazočnost trenera Kluba gospodina Sime Salapure, pod čijim se stručnim vodstvom već četvrtu godinu za redom održava "Inkluzivni karate kamp" u Delblatskoj Peščari, a koji je namijenjen djeci s poteškoćama u razvoju i njihovim vršnjacima bez teškoća.

## Odluke
Na Sjednici Upravnog odbora Hrvatskog karate saveza održanoj u 22. travnja 2010. godine jednoglasno je donesena odluka da Upravni odbor HKS-a daje punu podršku Karate klubu Hvidra Osijek iz Osijeka, za daljni rad s osobama s invaliditetom.
Hrvatski Paraolimpijski Odbor na Sjednici Izvršnog odbora, održanoj 29. travnja 2010. godine, donio je odluku s kojom su u paraolimpijski šport uvrstili i karate za osobe s invaliditetom.

## Natjecateljske kategorije
Klasifikacija:
- osobe u invalidskim kolicima
- slijepe i slabovidne osobe
- osobe s mentalnim poremećajem

### Osobe u invalidskim kolicima
Tetraplegija, paraplegija
- paraliza vratne kralježnice (C5-C8), ruke i noge u potpunosti van funkcije (Tetraplegia)
- paraliza torakalne kralježnice (Th1-TH12) s različitim nestabilnostima trupa, ali s normalnim funkcijama ruku (paraplegija)
- paraliza u lumbalnom području s oduzetim nogama, ali kontrolom trupa (L1-S2) (paraplegija)

Cerebralna paraliza (CP)
- C3 paraliza nogu, ruke dovoljno u funkciji, ograničena kontrola trupa, korištenje invalidskim kolicima bez problema
- C4 minimalna ograničenja gornjih ekstremiteta, loša ili nikakva sposobnosti hodanja, dobra kontrola trupa

Amputacije
- A1 amputacija obiju nogu iznad koljena
- A2 amputacija jedne noge iznad koljena
- A3 amputacija obiju nogu ispod koljena
- A4 amputacija jedne noge ispod koljena

### Slijepe i slabovidne osobe
- Potpuna sljepoća: potpuna odsutnost percepcije svjetlosti u oba oka ili bilo koje druge percepcije svjetla s nemogućnosti da prepoznaju obliku ruke bilo koje udaljenosti ili smjera. Športaši moraju nositi neprozirne naočale.
- Teška oštećenja vida (B2): sposobnost prepoznavanja oblika ruka do vidne oštrine od 2/60 i vidno polje manje od 5 stupnjeva.
- Slabovidne osobe (B3): vidna oštrina iznad 2/60 do 6/60 i vidno polje više od 5 stupnjeva i manje od 20 stupnjeva.

### Osobe s mentalnim poremećajem
- Osobama s mentalnim poremećajem koje boluju od Downovog sindroma, poremećaja u učenju, poremećaja u ponašanju, i ostalih poremećaja, imaju IQ ispod 75, odobreno im je sudjelovanje u ovoj skupini.
- Unatoč širokom spektru poremećaja trenutno postoji samo jedna skupina, ali u tijeku je rasprava kako bi stvorili novi i pravedniji sustavi klasifikacije. Do sada, športašima s mentalnim poremećajem je bilo dopušteno samo sudjelovanje u demonstracijskim disciplinama na Paraolimpijskim igrama.
- Potrebno je imati najmanje 50 % stupnja oštećenja, kopiju ID-a o hendikepiranosti i liječničku potvrdu (uključujući i specifikaciju za umanjenju vrijednosti)
- Pravo imaju samo članovi WKF organizacije
- Liječničko uvjerenje je obavezno i ne smije biti starije od 6 mjeseci